# Харари, Фрэнк
Фрэнк Харари (англ. Frank Harary; 11 марта 1921, Нью-Йорк — 4 января 2005, Лас-Крусес) — американский математик, специализировавшийся в теории графов. Является признанным основателем современной теории графов.

## Биография
Фрэнк Харари, самый старший ребенок в еврейской семье иммигрантов из Сирии и Марокко, родился в Нью-Йорке 11 марта 1921 года.
Свои степени бакалавра и магистра он получил в Бруклинском колледже в 1941 и 1945 годах соответственно. В 1948 году в Калифорнийском университете в Беркли получил степень доктора философии.
В 1948—1986 годах работал в Мичиганском университете. С 1987 года являлся профессором на факультете компьютерных наук в Университете штата Нью-Мексико в Лас-Крусесе. Фрэнк был одним из основателей Журнала комбинаторной теории Журнала теории графов.
Умер в одном из медицинских центров Лас-Крусеса.

## Научный вклад
Вклад Харари в теорию графов был очень разнообразен. Основные темы его интересов были такими:
- Graph enumeration[англ.] или подсчёт графов указанного вида. Вместе с Эдгаром Палмером является соавтором книги на эту тему Graphical Enumeration (1973). Основная трудность состояла в том, что два изоморфных графа не должны считаться дважды; то есть следует применять теорию Пойи для подсчёта под действием группы.
- Signed graph[англ.]. Харари внедрил в теорию графов эту ветвь[6], которая выросла из проблем теоретической социальной психологии, исследовавшейся психологом Дорвином Картрайт[англ.] вместе с Харари[7].
- Применении теории графов в различных областях, особенно в социальных науках.